# 錢鉞
錢鉞（1438年—？），字大用，浙江杭州前衛人，明朝政治人物。進士出身。

## 生平
成化二十二年（1486年）丙午科浙江鄉試第八十八名。天順八年（1464年）甲申科進士第二甲第四名。

## 家族
曾祖父錢賢。祖父錢禮。父亲錢震。